# Kudimkari járás

A Kudimkari járás a Permi határterületen

A Kudimkari járás (oroszul Кудымкарский район) Oroszország egyik járása a Permi határterületen. Székhelye Kudimkar.

## Népesség
- 1989-ben 35 392 lakosa volt.
- 2002-ben 29 528 lakosa volt, melynek 85,3%-a komi-permják, 13,9%-a orosz nemzetiségű.
- 2010-ben 25 808 lakosa volt, melyből 20 733 komi, 4 867 orosz stb.